# Typhlodromus kishimotoi
Typhlodromus kishimotoi är en spindeldjursart som beskrevs av Ehara och Hiroshi Amano 2006. Typhlodromus kishimotoi ingår i släktet Typhlodromus och familjen Phytoseiidae. Inga underarter finns listade i Catalogue of Life.